# Pałacyk Michla (piosenka powstańcza)

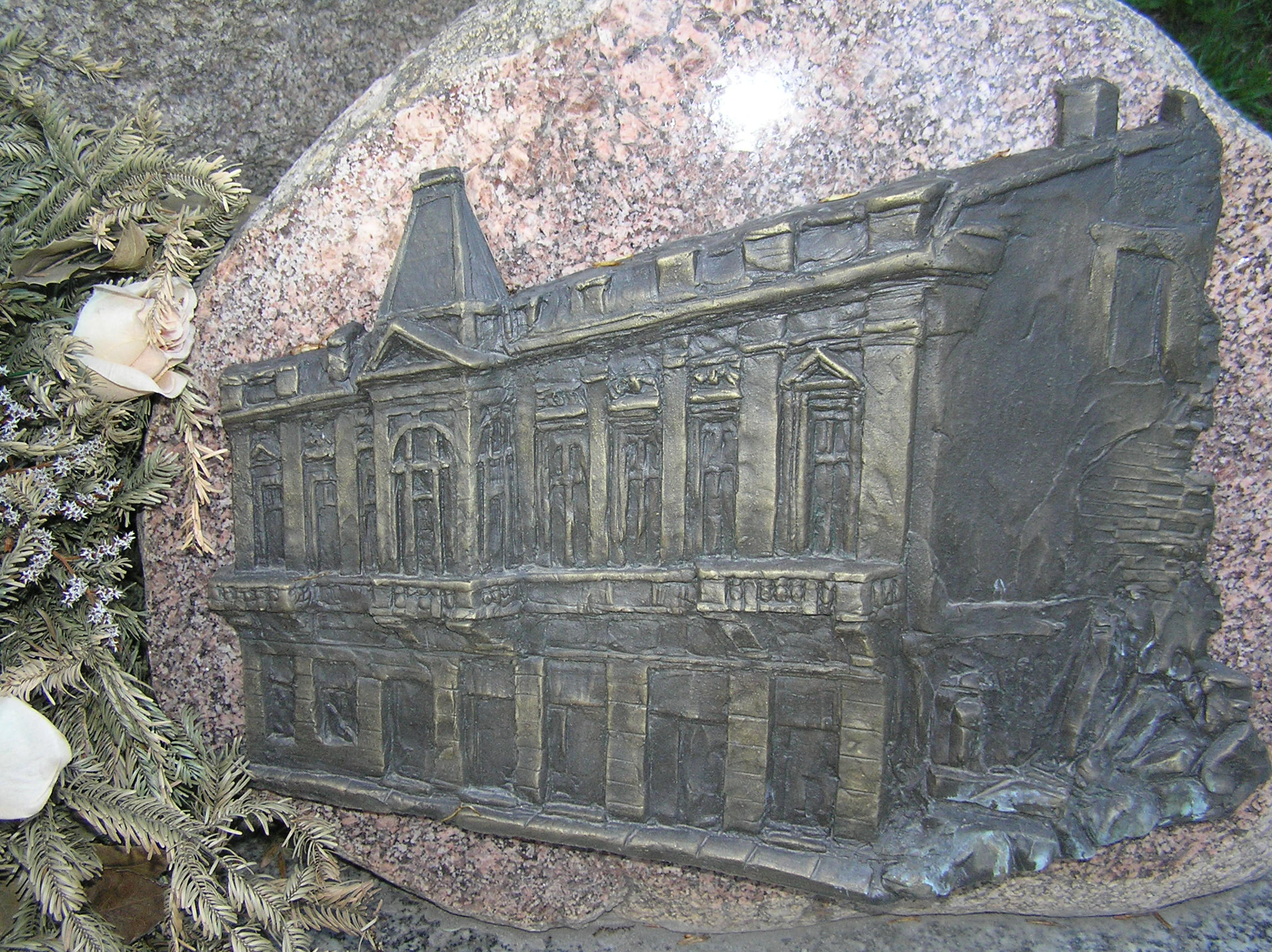
Widok budynku na kamieniu pamiątkowym w miejscu walk przy ul. Wolskiej 40

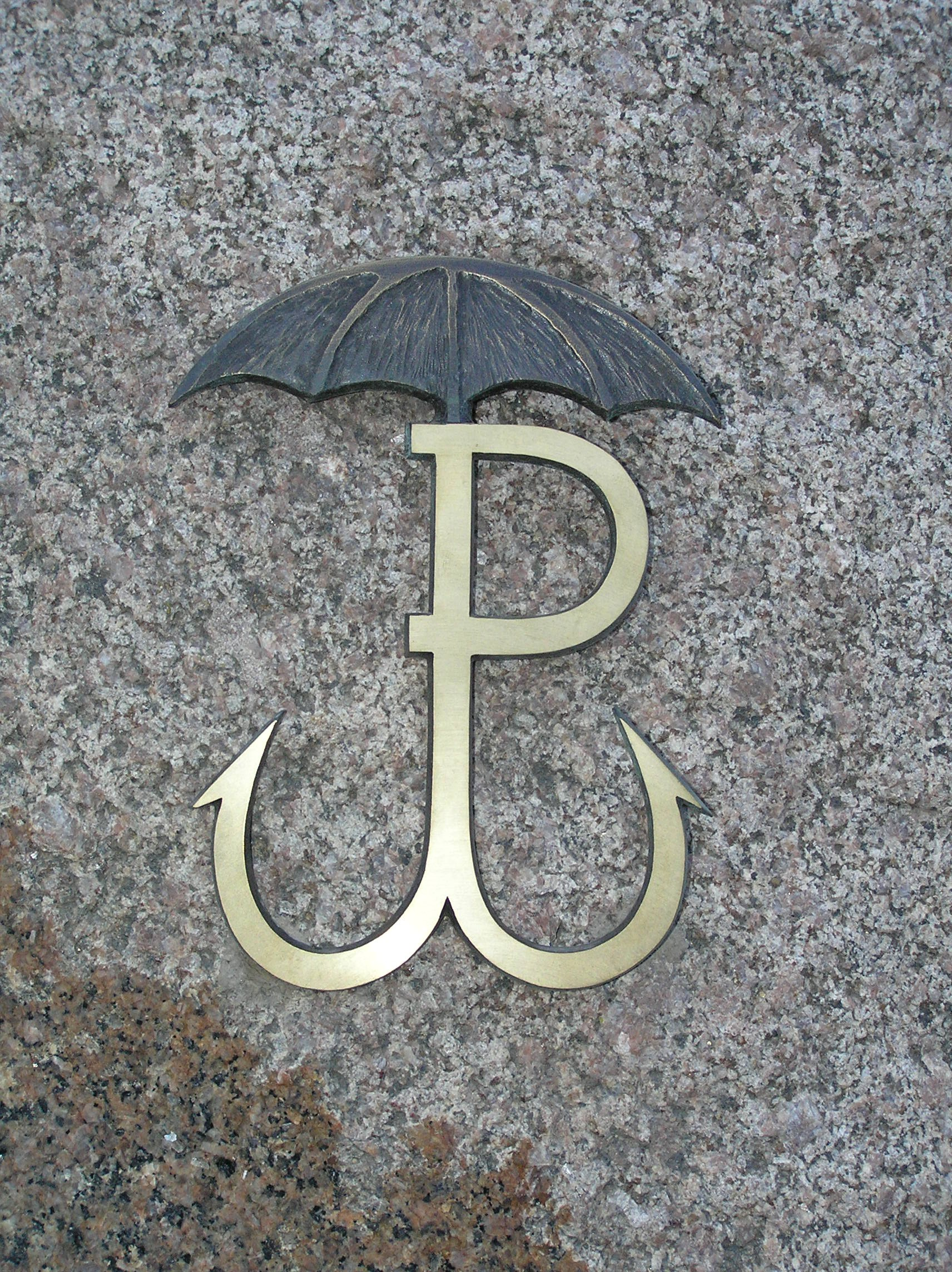
Emblemat batalionu „Parasol” na płycie

Pałacyk Michla, pierw. Parasol – wojenny hymn harcerskiego batalionu „Parasol”, powstały w czasie powstania warszawskiego 4 sierpnia 1944. Hymn ułożył Józef „Ziutek” Szczepański; melodia Hymnu Podhalańskiego (rozpoczynającego się od słów Nie damy Popradowej fali, sł. Zygmunt Lubertowicz; muz. J. Stiastnego.
Według wspomnień Janusza Brochwicz-Lewińskiego „Gryfa” piosenka powstała w pałacyku Michla 4 sierpnia 1944 roku wieczorem, podczas kolacji towarzyskiej załogi Pałacyku Michla i żołnierzy innych kompanii. Pałacyk Michla to inna nazwa pałacyku Michlera, znajdującego się przy ul. Wolskiej 40 na warszawskiej Woli.